# Operação Gomorra

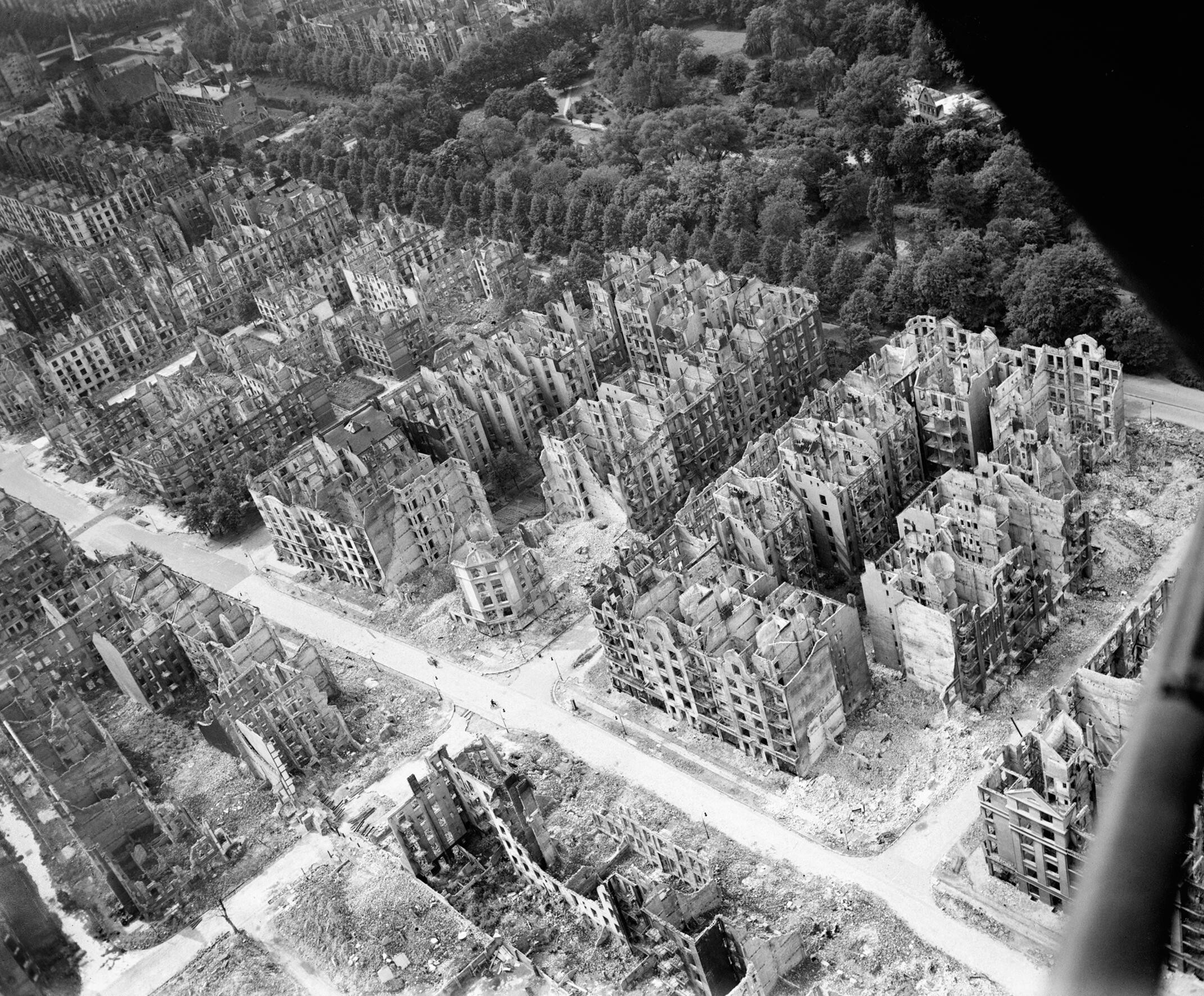
O centro do distrito de Eilbek, Hamburgo, destruído pelos bombardeios.

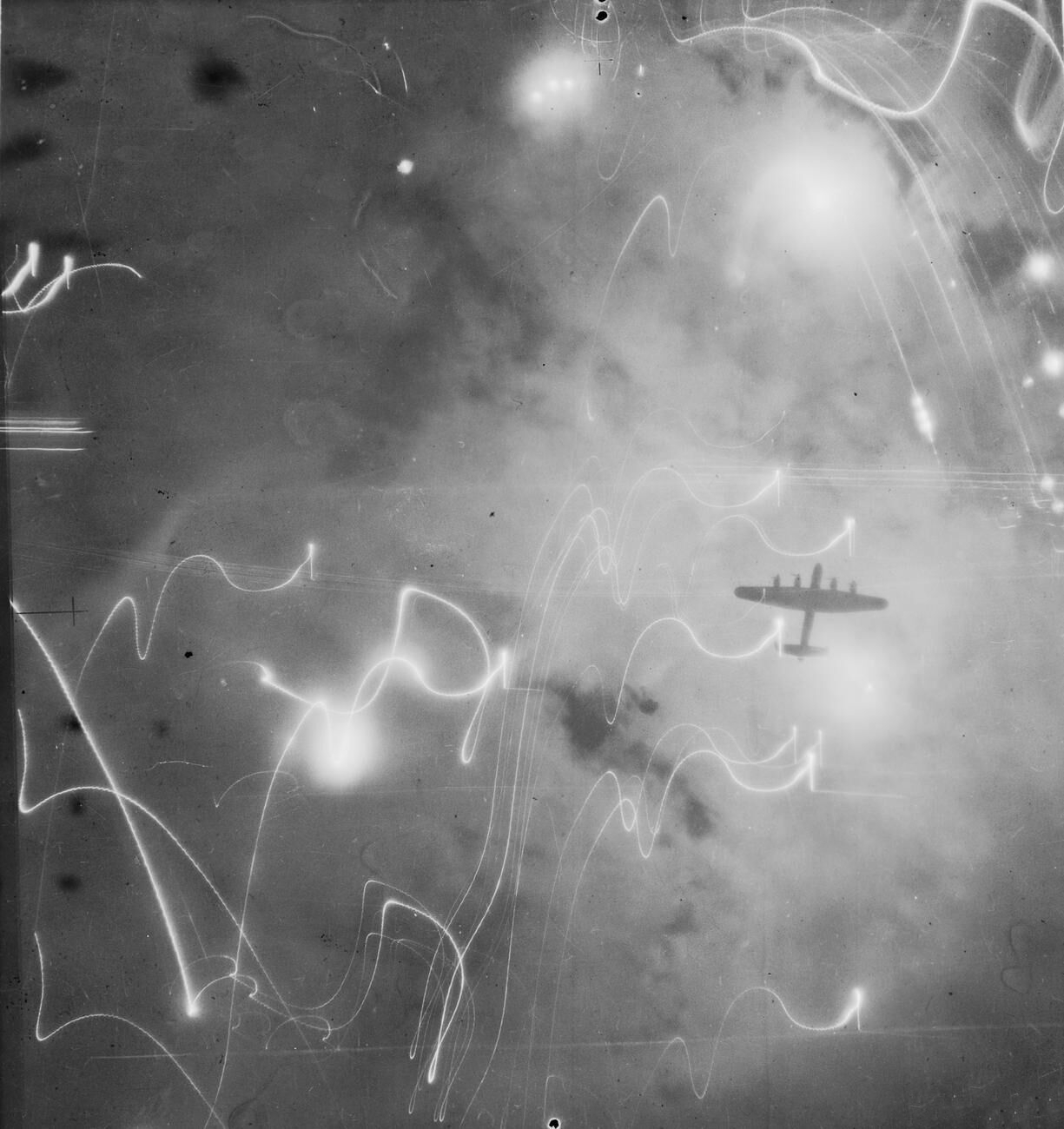
Aeronaves Lancaster britânicas enfrentando fogo antiaéreo alemão sobre Hamburgo.

O bombardeio Aliado de Hamburgo durante a Segunda Guerra Mundial incluiu vários ataques contra civis e durou de 10 de setembro de 1939 até 14 de abril de 1945. Como um grande porto e centro industrial, os estaleiros de Hamburgo, os U-boat e as refinarias de petróleo da região foram atacados durante toda a guerra. Cerca de 40 mil pessoas teriam morrido na cidade, com os aliados perdendo 104 aeronaves neste período devido a antiaérea alemã.
O ataque, durante a última semana de julho de 1943, durante a Operação Gomorra, criou um dos maiores bombardeamentos provocados pela Força Aérea Real e pela Força Aérea do Exército dos Estados Unidos na Segunda Guerra Mundial.
Antes do desenvolvimento da operação em Hamburgo, não havia chuva por algum tempo e tudo estava muito seco. O clima excepcionalmente quente e as boas condições climáticas significaram que o bombardeio estava altamente concentrado em torno dos alvos pretendidos e também criou um vórtice e uma onda ascendente de ar superaquecido que criou um furacão de fogo de 460 metros de altura. 

## Vítimas
O número de mortos da Operação Gomorra sempre será incerto, mas o número único mais aceito agora é de 37 000. Se um intervalo for declarado, geralmente é entre 34 000 (dos registros policiais) e 40 000 (um número comumente usado na Alemanha antes do fim da guerra). A maioria dos mortos não foi identificada. Em 1º de dezembro de 1943, havia 31 647 mortos confirmados, mas destes apenas 15 802 foram baseados na identificação de um corpo. Em alguns casos, o número de pessoas que pereceram em porões convertidos em "salas de proteção do ar" só pode ser estimado a partir da quantidade de cinzas deixadas no chão. Os que morreram representavam cerca de 2,4% da população total de Hamburgo na época.